# Burguillos del Cerro
Burguillos del Cerro je španělské město situované v provincii Badajoz (autonomní společenství Extremadura).

## Poloha
Obec je vzdálena 94 km od města Badajoz a 436 km od Madridu. Patří do okresu Zafra - Río Bodión a soudního okresu Zafra. Obcí prochází silnice EX-112.

## Historie
V roce 1834 se obec stává součástí soudního okresu Fregenal de la Sierra. V roce 1842 čítala obec 850 usedlostí a 3080 obyvatel.

## Odkazy

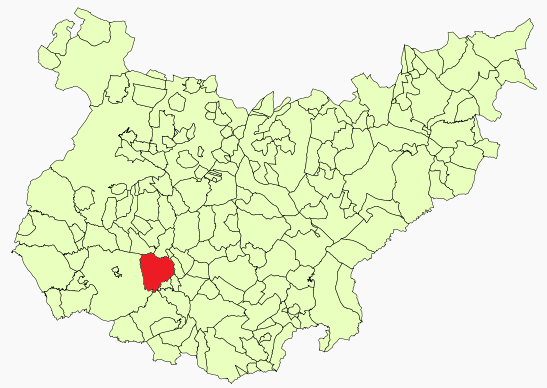
Poloha obce v provincii Badajoz

## Demografie
| Populace obce Burguillos del Cerro z let (1842–2010) | Populace obce Burguillos del Cerro z let (1842–2010) | Populace obce Burguillos del Cerro z let (1842–2010) | Populace obce Burguillos del Cerro z let (1842–2010) | Populace obce Burguillos del Cerro z let (1842–2010) | Populace obce Burguillos del Cerro z let (1842–2010) | Populace obce Burguillos del Cerro z let (1842–2010) | Populace obce Burguillos del Cerro z let (1842–2010) | Populace obce Burguillos del Cerro z let (1842–2010) | Populace obce Burguillos del Cerro z let (1842–2010) | Populace obce Burguillos del Cerro z let (1842–2010) | Populace obce Burguillos del Cerro z let (1842–2010) | Populace obce Burguillos del Cerro z let (1842–2010) | Populace obce Burguillos del Cerro z let (1842–2010) | Populace obce Burguillos del Cerro z let (1842–2010) | Populace obce Burguillos del Cerro z let (1842–2010) | Populace obce Burguillos del Cerro z let (1842–2010) | Populace obce Burguillos del Cerro z let (1842–2010) |
| ---------------------------------------------------- | ---------------------------------------------------- | ---------------------------------------------------- | ---------------------------------------------------- | ---------------------------------------------------- | ---------------------------------------------------- | ---------------------------------------------------- | ---------------------------------------------------- | ---------------------------------------------------- | ---------------------------------------------------- | ---------------------------------------------------- | ---------------------------------------------------- | ---------------------------------------------------- | ---------------------------------------------------- | ---------------------------------------------------- | ---------------------------------------------------- | ---------------------------------------------------- | ---------------------------------------------------- |
| 1842                                                 | 1857                                                 | 1860                                                 | 1877                                                 | 1887                                                 | 1897                                                 | 1900                                                 | 1910                                                 | 1920                                                 | 1930                                                 | 1940                                                 | 1950                                                 | 1960                                                 | 1970                                                 | 1981                                                 | 1991                                                 | 2001                                                 | 2010                                                 |
| 3 080                                                | 4 414                                                | 4 540                                                | 5 016                                                | 5 032                                                | 5 319                                                | 5 826                                                | 6 177                                                | 6 461                                                | 6 293                                                | 6 338                                                | 7 196                                                | 8 099                                                | 4 360                                                | 3 322                                                | 3 406                                                | 3 221                                                | 3 314                                                |